# Eisch
Eisch är ett vattendrag i Belgien, på gränsen till Luxemburg. Det ligger i den sydöstra delen av landet, 180 km sydost om huvudstaden Bryssel.
I omgivningarna runt Eisch växer i huvudsak blandskog. Runt Eisch är det mycket tätbefolkat, med 1 135 invånare per kvadratkilometer.